# Каникулы Кроша (фильм)
«Кани́кулы Кро́ша» — советский четырёхсерийный телевизионный фильм. Снят по мотивам одноимённой повести и сценарию Анатолия Рыбакова.

## Сюжет
События фильма происходят в СССР в 1979 году.
Сергей Крашенинников по прозвищу Крош — московский школьник. Он проводит свои летние каникулы без родителей, уехавших в отпуск. Скучающего Кроша приглашает к себе в гости его сосед по дому, искусствовед Владимир Николаевич Лесников (ВэЭн), который коллекционирует японские миниатюрные фигурки — нэцкэ. В компанию Лесникова входят также одноклассница Кроша Вера, сосед Кроша по дому Игорь и Костя Марченко. Игорь и Костя за материальное вознаграждение помогают Лесникову собирать нэцкэ, и ВэЭн предлагает Крошу присоединиться к ним. Крош соглашается, и для него начинается новая жизнь: вместе с Костей и Игорем он занимается поисками фигурок для коллекции ВэЭна. Лесников сообщает Крошу, что главной его целью является заполучить в свою коллекцию фигурку «Рисующий мальчик», которая была в коллекции профессора Мавродаки, и в случае, если Крош поможет ему в этом, он подарит ему стереомагнитофон. Также Лесников предлагает Крошу подружиться с Костей, мотивируя это тем, что у него плохие отношения с матерью и отчимом и ему нужен настоящий друг. Крош увлекается поисками резных фигурок, но от денежного вознаграждения отказывается, вызывая неодобрение Игоря и Кости. Вскоре Крош начинает понимать, что Владимир Николаевич является лицемерным, лживым и нечистоплотным человеком, а подростков он привлекает к себе только затем, чтобы с их помощью находить общий язык с коллекционерами и пожилыми людьми, живущими в своём замкнутом кругу. Став однажды свидетелем того, как ВэЭн через своих помощников беззастенчиво обманывает немощную пенсионерку, Крош покидает компанию.
Сблизившись с Костей, Сергей узнаёт, что тот является сыном профессора Мавродаки, который в своё время был одним из виднейших коллекционеров и знатоков нэцкэ в СССР. После его безвременной кончины пропала и жемчужина его коллекции — «Рисующий мальчик». Крош, его друг Пётр Шмаков и Костя устраивают целое расследование и восстанавливают всю цепочку событий прошлого. Выясняется следующее: будучи учеником профессора Мавродаки, в 1963 году ВэЭн подменил некоторые фигурки на выставке его коллекции копиями, в результате чего разразился грандиозный скандал. Вдобавок ВэЭн (под псевдонимом Максимов) опубликовал критическую статью о Мавродаки, обвинив того в некомпетентности. Всё это подкосило здоровье профессора, и очень скоро он умер от инфаркта. «Рисующего мальчика» профессор Мавродаки подарил сыну на его рождение, только Костя до поры не знал, какую тайну скрывала эта фигурка. Выясняется также, что ВэЭн попросил Кроша подружиться с Костей только для того, чтобы получить доступ в его дом и сообщать, какие нэцкэ из коллекции Мавродаки остались в семье. Когда правда раскрывается, ребята от ВэЭна уходят. В конце фильма Костя в знак признательности готов подарить «Рисующего мальчика» Крошу, но тот отказывается.
Параллельно в фильме существует и любовная линия: Крош и Пётр влюблены в продавщицу обувного магазина Зою и пытаются за ней ухаживать, но она предпочтёт таксиста.

## В ролях
- Василий Фунтиков — Сергей Крашенинников (Крош)
- Владимир Корецкий — Владимир Николаевич Лесников (ВэЭн), искусствовед, коллекционер нэцкэ, сосед Кроша по дому
- Геннадий Кузнецов — Константин Марченко (Боксёр), знакомый ВэЭна, позже — друг Кроша
- Владимир Сирота — Пётр Шмаков, друг Кроша
- Владимир Сальников — Игорь, знакомый Кроша и ВэЭна, сосед Кроша по дому
- Ольга Битюкова — Вера, одноклассница Кроша, знакомая и соседка ВэЭна по дому
- Борис Гусаков — Краснухин, художник, коллекционер нэцкэ (серии 2—4)
- Вера Новикова — Зоя (серии 1—2, 4), продавщица в магазине спортивной одежды, знакомая Кроша и Петра Шмакова
- Татьяна Павлуцкая — Рая (серии 1—2, 4), продавщица в магазине спортивной одежды, знакомая Кроша и Петра Шмакова
- Наталья Козелкова — Света (серии 1—2, 4), продавщица в магазине спортивной одежды, знакомая Кроша и Петра Шмакова
- Нина Тер-Осипян — Елена Сергеевна (серии 1, 4), коллекционер нэцкэ
- Елена Тяпкина — вдова коллекционера нэцкэ (серии 1, 4)
- Георгий Светлани — Федосий Викентьевич, реставратор Музея Востока, копиист нэцкэ (серии 3—4)
- Владимир Бурлаков — коллекционер этикеток от жевательных резинок (серии 1, 4)
- Владимир Заманский — отчим Кости (серии 1, 3)
- Любовь Стриженова — Любовь Васильевна, мать Кости (серия 1)
- Людмила Новосёлова — мать Кроша (серия 1)
- Всеволод Титов — отец Кроша (серия 1)
- Владимир Качан — спортивный комментатор на боксёрском матче
- Зиновий Гердт — голос за кадром

## Съёмочная группа
- Автор сценария: Анатолий Рыбаков
- Режиссёр-постановщик: Григорий Аронов
- Оператор-постановщик: Евгений Анисимов
- Художники-постановщики: Иван Тартынский и Василий Зачиняев
- Композитор: Исаак Шварц
- Автор песни в третьей серии: Булат Окуджава; исполнитель — Владимир Качан
- Дирижёр: Эмин Хачатурян

## Место съёмок
Съёмки фильма прошли в Москве и в Запорожье в 1979 году.
Дом, в котором живёт Крош, Владимир Николаевич Лесников и Вера — Жилой дом на Котельнической набережной. На первом этаже этого дома имеется магазин, где работают Зоя, Рая и Света.
В фильме также показаны Северный речной вокзал, Котельническая набережная, Дворец культуры 1-го Государственного подшипникового завода (ныне — Театральный центр на Дубровке), Малый Устьиньский мост, станция метро «Кутузовская», гостиница «Можайская» (54-й километр МКАД), Государственный музей искусства народов Востока (Музей Востока), Библиотека им. В. И. Ленина (ныне — Российская государственная библиотека), Чистопрудный бульвар, платформа Луч Курского направления Московской ж.д.

## Факты
В фильме представлены нэцкэ «Рисующий мальчик», «Странствующие певцы», «Крестьянин, сидящий верхом на буйволе», «Весёлые акробаты», «Диковинная рыба», «Мудрец со свитком», «Играющие дети», а также их описание. Например, описание нэцкэ «Рисующий мальчик» представлено следующим образом: «Мальчик отрывается от своего рисунка и пристально вглядывается вдаль. Что видят его глаза? Таинственные образы проносятся в детских мечтах, подобно песням птиц. Но что мы сделали для того, чтобы королевство фантазии стало рядом с нами навсегда?»
Одна из музыкальных тем звучит также в фильме «Золотая мина». Композитор Исаак Шварц счёл возможным использовать мелодию в двух фильмах, вышедших почти одновременно.
В 3-й серии звучит «Песня о московском муравье» в исполнении Владимира Качана на слова Булата Окуджавы.
В 1969 году по мотивам той же повести Анатолия Рыбакова «Каникулы Кроша» на киностудии «Ленфильм» был поставлен художественный фильм «Эти невинные забавы».
Галина Р. Иванкина сравнивала главного героя фильма Кроша с Электроником.